# Puerto Deportivo de Benicarló

Contraseña de la provincia marítima de Castellón a la que pertenece.

El Puerto Deportivo Benicarló se sitúa en el municipio del mismo nombre, en la provincia de Castellón (España). Cuenta con 293 amarres deportivos, para una eslora máxima permitida de 20 metros, siendo su calado en bocana de 5 m.

## Servicios
Grúa, travel-lift, varadero y reparación, servicio de marinería y vigilancia 24h. control de acceso a pantalanes con tarjeta electrónica, torre de control, administración, servicios y duchas

## Instalaciones
Torreta de suministro de luz y agua iluminadas en todos los amarres, pantalanes flotantes, fingers en todos sus amarres y muertos de hormigón para embarcaciones de grandes esloras

## Distancias a puertos cercanos
- Puerto de Peñíscola 4,4 mn
- Puerto Deportivo Las Fuentes 8 mn
- Puerto Deportivo de San Carlos de la Rápita 19 mn
- Puerto Deportivo de Oropesa 21,5 mn
- Club Náutico de Castellón 30 mn.